# Primo lord del tesoro
Il primo lord del Tesoro (First Lord of the Treasury) è il capo della Commissione del governo che svolge l'antico ufficio di lord gran tesoriere nel Regno Unito e ora è sempre anche il primo ministro.
Questo ufficio non è equivalente alla comune carica di "tesoriere" in altri governi; l'equivalente più vicino al tesoriere nel Regno Unito è il cancelliere dello Scacchiere.

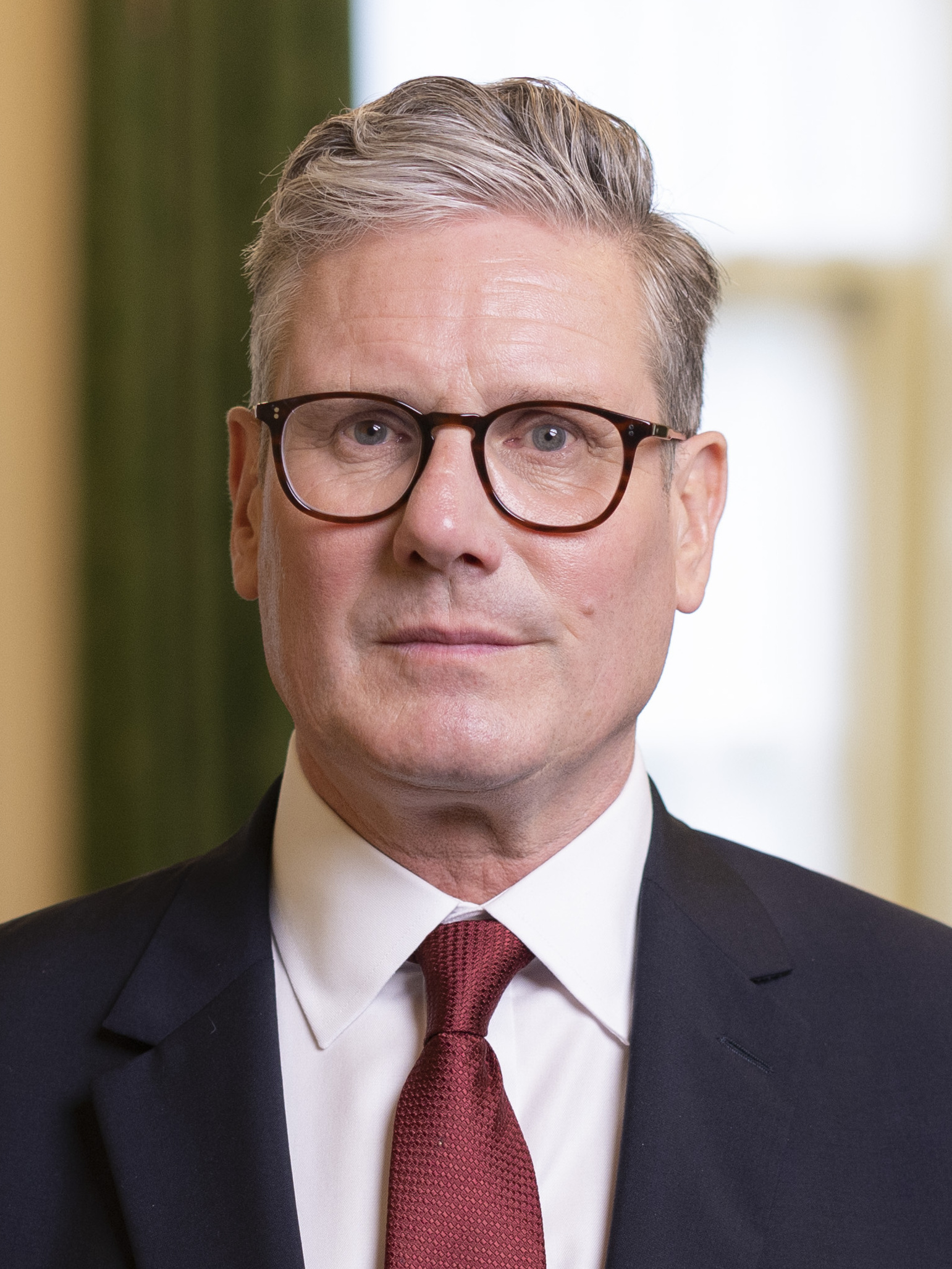
Keir Starmer - primo lord del tesoro e primo ministro dal 5 luglio 2024

## Storia del Tesoro inglese
La carica di Lord High Treasurer o Lord Treasurer (lord gran tesoriere o lord tesoriere) era una carica governativa del Regno d'Inghilterra ed è una carica del governo britannico dall'Act of Union (trattato di Unione) del 1707. Il titolare di questa posizione sarebbe la terza più alta carica di Great Officer of State (grande ufficiale di Stato), sotto il Lord High Chancellor (lord alto cancelliere) e sopra il Lord President of the Council (lord presidente del Consiglio). La funzione del lord gran tesoriere consiste nell'essere il capo della tesoreria di sua maestà.
Il Tesoro inglese sembra esistesse intorno al 1126, durante il Regno di Enrico I d'Inghilterra, quando le responsabilità finanziarie sono state separate dal resto delle altre competenze che si sono evolute nella figura del "Lord Great Chamberlain" (lord gran ciambellano). Il Tesoro era originariamente una sezione della Casa reale con custodia del denaro del Re.
Nel 1216, venne nominato un tesoriere incaricato di prendere il controllo del Tesoro a Winchester. Il tesoriere è stato anche un ufficiale dello scacchiere e supervisionava il rendiconto reale. Dall'epoca dei Tudor, il "lord gran tesoriere" aveva raggiunto un posto tra i "grandi ufficiali di Stato", dietro il lord cancelliere e sopra il Master of the Horse. Con il Treason Act del 1351 la sua uccisione fu classificata come tradimento.
Durante il XVI secolo, il "lord gran tesoriere" è stato spesso considerato il più importante funzionario del governo e divenne de facto primo ministro. L'esemplificazione del potere di "lord gran tesoriere" è William Cecil, I barone Burghley, che ha servito nella carica dal 1572 al 1598. Durante il suo mandato ha dominato l'amministrazione sotto Elisabetta I.
Dal XVII secolo l'incarico del Treasury spesso è stato detenuto non da una sola persona, ma collocato in Commissione, in modo che un Consiglio di funzionari congiuntamente esercita i poteri del "lord gran tesoriere". Tali incaricati sono noti come Lords Commissioners of the Treasury (lord commissari del tesoro) e elencati con un numero basato sull'anzianità. L'ufficio è stato svolto in Commissione ininterrottamente dalle dimissioni di Charles Talbot, I duca di Shrewsbury nel 1714.
Alla fine, il "primo lord del tesoro" è venuto per essere visto come il capo naturale di qualsiasi ministero e, dal tempo di Robert Walpole, cominciò ad essere conosciuto, ufficiosamente, come il primo ministro del regno. Infatti, il termine di primo ministro a volte è stato usato in modo dispregiativo. William Pitt il Giovane ha dichiarato una volta che il primo ministro "dovrebbe essere la persona a capo delle Finanze".". Tuttavia ancora più volte, l'ultima fu tra 1895 e 1902, le due cariche furono svolte da due persone distinte (Robert Gascoyne-Cecil, III marchese di Salisbury preferì infatti essere primo ministro e ministro degli esteri invece che responsabile del Tesoro e decise di lasciare la carica di Primo Lord del tesoro al nipote Arthur James Balfour che poi gli successe come Primo ministro nel 1902). Dopo il 1902 le due cariche sono, de facto almeno, state unite.
Il termine "primo ministro" fu usato ufficialmente in un decreto reale nel 1905, la prima legge britannica in assoluto a menzionare la sua figura è il Chequers Estate Act 1917.
Prima del 1827, il primo lord del tesoro, quando era una persona comune, ha anche ricoperto la carica di Chancellor of the Exchequer (cancelliere dello Scacchiere), mentre se il primo lord del tesoro era un pari, il secondo Lord della Commissione di solito serviva come Lord Cancelliere. Dal 1827, Il cancelliere dello scacchiere è sempre il secondo lord del tesoro.
Ai giorni nostri, per convenzione, i lord commissari del tesoro includono il Primo Ministro del Regno Unito, di solito in carica come il "First Lord of the Treasury" (primo lord del tesoro) e il cancelliere dello Scacchiere, che funge come il "Second Lord of the Treasury" ("secondo lord del tesoro"). Altri membri del governo, di solito Whip alla Camera dei Comuni, sono nominati per servire come subalterni Lords Commissioners of the Treasury (lord commissari del tesoro).
La stessa residenza ufficiale del primo ministro al 10 Downing Street è propriamente quella del Primo Lord del tesoro. Non a caso il "Secondo Lord del Tesoro" (di solito usa il titolo di Cancelliere dello Scacchiere) ha la residenza ufficiale all'11 Downing Street.

## I commissari moderni
Da allora si è evoluto un sistema variato raramente. Oggi, il First Lord of the Treasury è di regola il primo ministro, e il "Second Lord of the Treasury" ("secondo lord del tesoro") è il "Chancellor of the Exchequer" (cancelliere dello scacchiere), che ha ereditato la maggior parte delle responsabilità finanziarie della funzione. Il rango subordinato è dei "Junior Lords of the Treasury" "lord junior del tesoro" che, anche se teoricamente membri del Comitato del Tesoro, in pratica servono come Whip del Governo sotto il segretario del Parlamento al Ministero del Tesoro (Chief Whip) (capo dei Whip).
I commissari attuali, dal 13 luglio 2016, sono: Rt Hon (The Right Honourable) Theresa May e Philip Hammond; con Lord junior come Michael Fabricant MP (Member of Parliament), Angela Watkinson MP, Jeremy Wright MP, Brooks Newmark MP e James Duddridge MP.

## Residenza ufficiale
Il numero 10 di Downing Street è la residenza ufficiale del First Lord of the Treasury (primo lord del tesoro), e non del primo ministro. La sola residenza del primo ministro è Chequers, una country house nel Buckinghamshire usata come casa per le vacanze e i weekend; tuttavia, tutti i primi ministri moderni sono stati contemporaneamente anche primo lord del tesoro, e così il numero 10 di Downing Street è venuto a essere strettamente associato con il primo ministro.